# Johann Josef Mildner

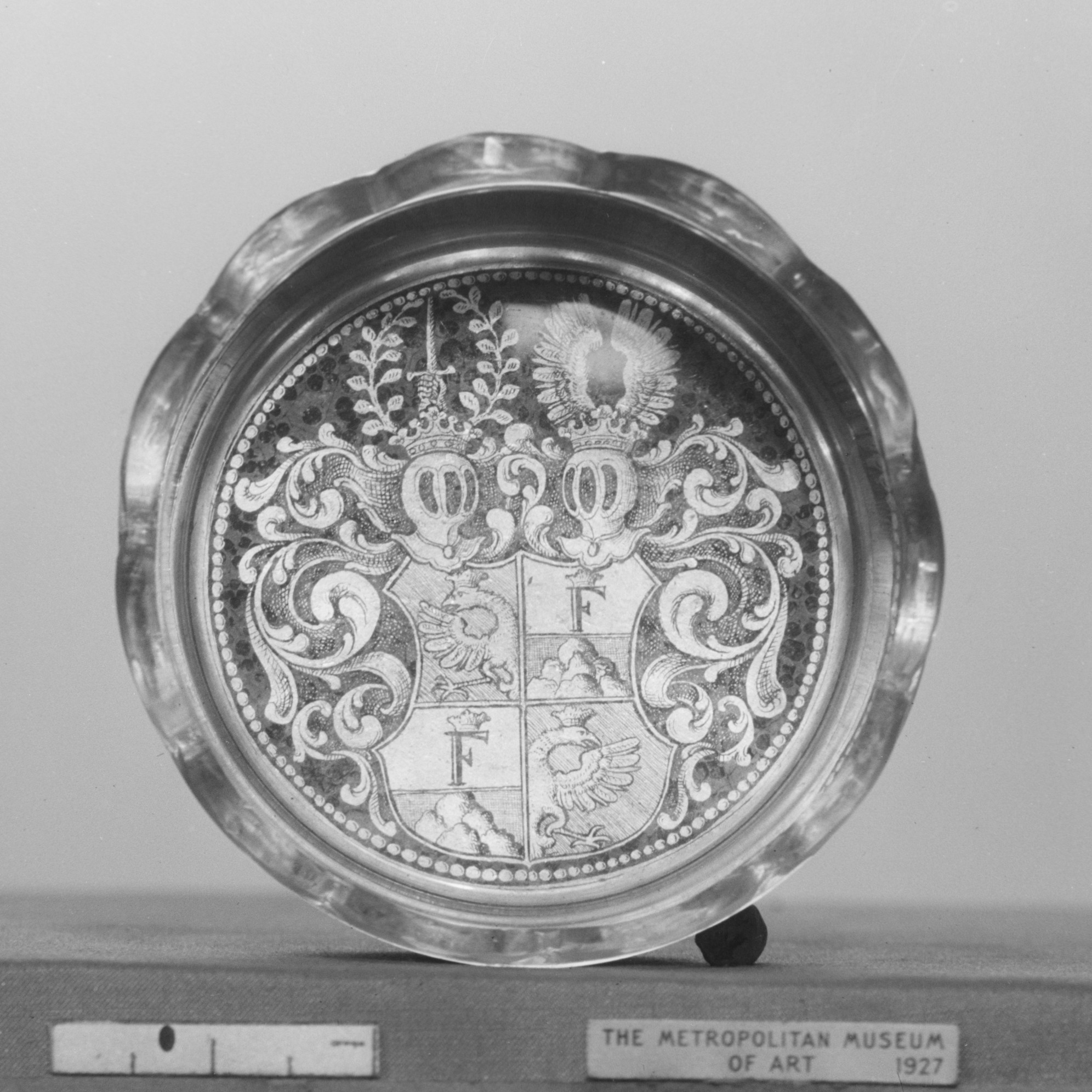
Glas von Johann Josef Mildner, 18. Jhd.

Johann Josef Mildner (* 22. September 1765 in Kaltenberg (Studená), Böhmen; † 11. Februar 1808 in Gutenbrunn im Waldviertel) war ein Glasbläser und Glaskünstler.

## Leben
Johann Josef Mildner wurde 1765 geboren als Sohn des Glasschleifers Franz Xaver Mildner in Kaltenberg im Böhmischen Riesengebirge, dem heutigen Studená in Tschechien. Wirtschaftliche Zwänge nötigten die Familie Mildner, ihre Heimat zu verlassen. Dies, obwohl das böhmisch/schlesische Grenzland im 18. Jahrhundert ein Zentrum der Glaskunst war. 1779 zogen sie nach Gutenbrunn im  Niederösterreichischen Waldviertel, während Johann Mildner dagegen erst ab 1784 hier sesshaft wurde. Es wird angenommen, dass er sich in den vergangenen Jahren die verschiedenen Techniken der Glasdekoration angeeignet hatte. Während sein Vater und die Brüder speziell als Glasschleifer für die Glashütte des Joseph Edler von Fürnberg wirkten, war Johann Mildner für das Dekorieren und Beschriften der Gläser zuständig. Er entwickelte ein eigenes Verfahren für Malereien auf Gold- und Silbergrund. Schliff und Schnitt hingegen waren Aufgaben der Familie.
Johann Josef Mildner starb 1808 im 43. Lebensjahr an einer Lungenentzündung und wurde in Martinsberg bestattet.
Zu Mildners 200. Todestag wurde im Gutenbrunner Amtshaus ein Mildner-Museum eröffnet und eine Jubiläumsausstellung gezeigt.

## Werk
Mildners Spezialität waren die Mildner-Gläser, nach Art der Zwischengoldgläser gefertigte Becher oder auch Kelche, aus zwei passgenauen Glasschichten bestehend, zwischen denen eine  Folie Blattgold eingelegt und mit dem gewünschten Design geätzt wurde. Seine Motive bestanden aus Porträts, Monogrammen oder Wappen und seltener aus Allegorien oder Darstellungen von Heiligen. Gelegentlich gravierte er ein Gedicht auf der Rückseite des Medaillons. Seine Werke signierte er häufig mit „Mildner fec. à Gutenbrunn“ (Mildner hat es gefertigt …) und einer Jahresangabe. Datierte Arbeiten von 1787 bis 1807 dokumentieren sein Schaffen. Beispiele seiner Glaskunst sind heute in allen bedeutenden öffentlichen Glassammlungen der Welt sowie in zahlreichen Privatsammlungen vertreten.

## Werke (Auswahl)
- An Austrian Zwischengold dated portrait beaker, 1792, Auktion bei Christie’s[2]
- A Zwischengoldglas beaker and cover, 1807, Auktion bei Bonhams[3]
- Becher mit Kurfürstlich Sächsischem Wappen, Auktion im Dorotheum[4]
- Becher mit Medaillon "S. Christophorus" Auktion bei Artnet[5]